# Rhynchonycteris naso
O morcego-de-tromba (Rhynchonycteris naso), também conhecido como morcego-narigudo ou morcego-probóscide, é uma espécie de morcego que pode ser encontrada na América Central e na metade norte da América do Sul. Esta espécie pertence à família Emballonuridae. É noturno,  como a maioria dos morcegos. É encontrada desde o sul do México até Belize, Peru, Bolívia e Brasil, bem como em Trinidad.
Os nomes em inglês para a espécie incluem long-nosed proboscis bat, sharp-nosed bat, Brazilian long-nosed bat e river bat e em espanhol, murciélago narizón.

## Características

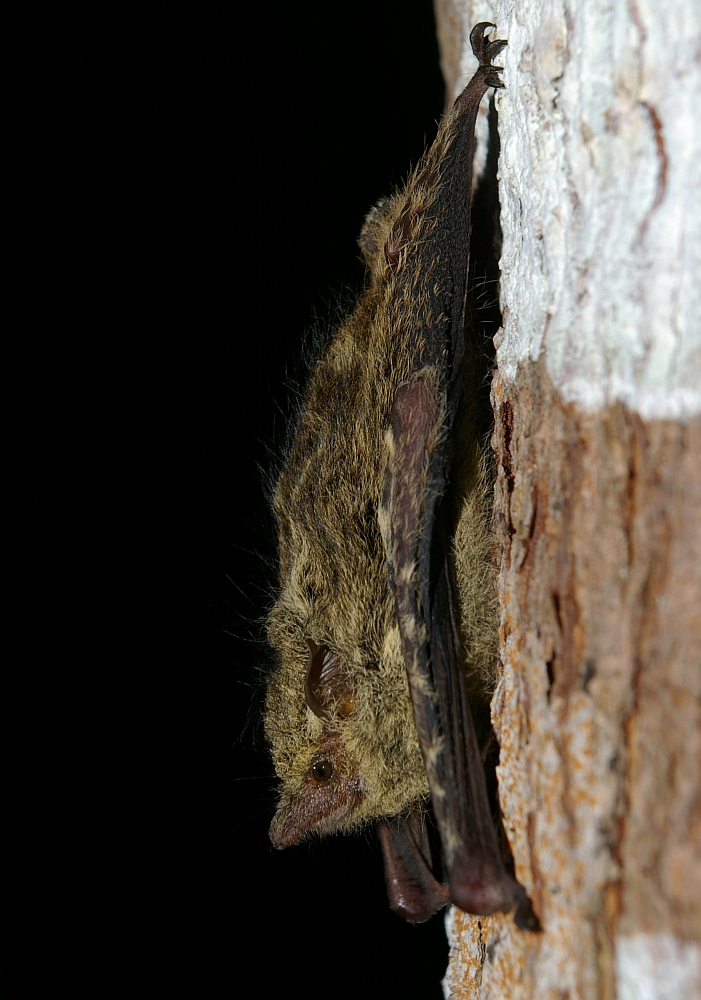
Um indivíduo adulto.

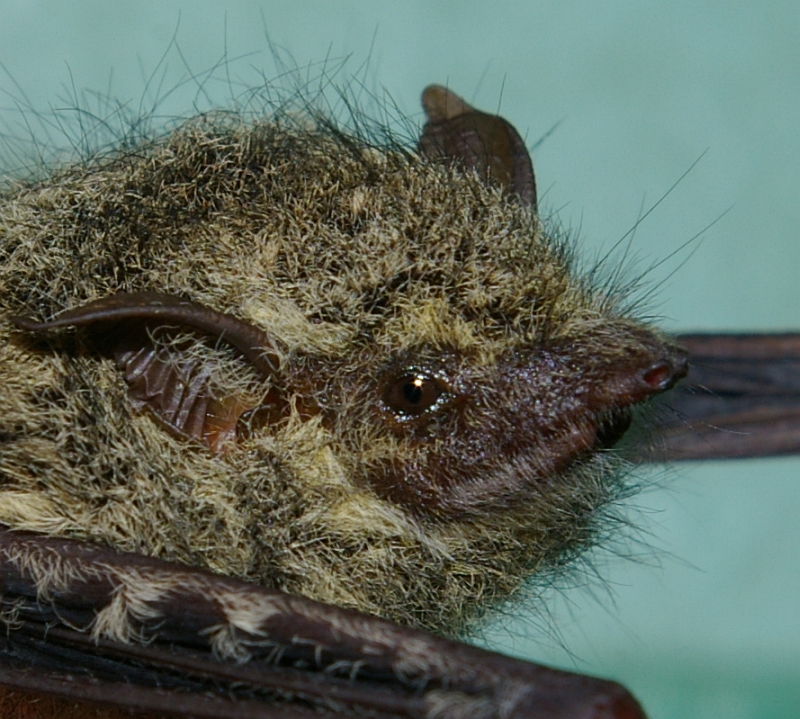
Detalhe da cabeça.

O morcego-de-tromba é um pequeno morcego, com cerca de 6 centímetros de comprimento e 4 gramas de peso. Os machos do norte da América do Sul tinham uma média de 56,48 milímetros de comprimento, e as fêmeas 59,18 milímetros. A cauda tem cerca de 1,6 centímetros de comprimento. Fêmeas grávidas podem pesar até 6 gramas. A espécie é caracterizada por seu nariz longo, carnudo e pontudo. Sua pelagem é macia e densa, de cor cinza-acastanhada, com duas listras brancas no dorso. Se essas listras servem a um propósito, como camuflagem ou atração de parceiros, é desconhecido. Este morcego também tem tufos de pelo cinza nos antebraços.

## Habitat
Esta espécie é encontrada nas terras baixas da metade norte da América do Sul, em toda a América Central e no sudeste do México. Sua distribuição se estende ao sul até a metade norte da Bolívia e grande parte do Brasil. Raramente ocorre acima de 300 metros de altitude. Geralmente vive em torno de pântanos e é frequentemente encontrado em matas ciliares e pastagens, todos próximos à água.

## Hábitos
Esses morcegos vivem em grupos, e as colônias têm geralmente entre cinco à dez indivíduos e muito raramente excedem os quarenta. Os morcegos são noturnos, dormindo durante o dia em uma formação incomum: eles se alinham, um após o outro, em um galho ou viga de madeira, nariz com cauda, em linha reta.
Geralmente vivem próximos da água para se alimentar. Se alimentam de insetos como quironomídeos, besouros e tricópteros na qual capturam usando ecolocalização. Não possuem estação reprodutiva específica, formando haréns estáveis durante todo o ano. Nasce um filhote por fêmea. Ambos os sexos se dispersam após o desmame por volta de 2 a 4 meses.
Esta pequena espécie de morcego ocasionalmente é vítima da grande aranha Argiope savignyi.